# Jacobiella ludora
Jacobiella ludora är en insektsart som beskrevs av Webb 1980. Jacobiella ludora ingår i släktet Jacobiella och familjen dvärgstritar. Inga underarter finns listade i Catalogue of Life.